# Andriivka, Șîroke
Andriivka (în ucraineană Андріївка) este localitatea de reședință a comunei Andriivka din raionul Șîroke, regiunea Dnipropetrovsk, Ucraina.

## Demografie
Componența lingvistică a localității Andriivka
     Ucraineană (93,42%)
     Rusă (5,11%)
     Alte limbi (1,14%)
Conform recensământului din 2001, majoritatea populației localității Andriivka era vorbitoare de ucraineană (93,42%), existând în minoritate și vorbitori de rusă (5,11%).